# Fernando De Ritis
Fernando De Ritis (Fara Filiorum Petri, 1911 – Milano, 1985) è stato un medico e filantropo italiano, noto per essere tra gli scopritori della funzione della transaminasi insieme a Mario Coltorti e Giuseppe Giusti.

## Biografia
Nacque da Camillo e da Maria Dell'Orefice. Si laureò in Medicina. Fu professore universitario e ricercatore di fama internazionale.
Nel 1955 scoprì all'Università di Napoli, insieme con Mario Coltorti e Giuseppe Giusti, che l'epatite virale è in relazione con l'aumento sierico delle transaminasi, creando un test clinico valido ancora oggi nel riconoscere la sofferenza delle cellule epatiche nelle malattie del fegato.
Nel 1957 descrisse per la prima volta l'importanza del rapporto tra GOT (glutammato-aspartato transaminasi) o AST (aspartato aminotransferasi) e GPT (glutammato-alanina transaminasi) o ALT (alanina aminotransferasi) nel siero umano per la diagnosi delle malattie del fegato  .
Da allora questo rapporto è indicato internazionalmente come “Indice di De Ritis”.
Ottenne la cattedra di Clinica Medica dell'Università di Napoli che mantenne fino al 1982. Fu Direttore dell'Istituto di Specializzazione di Medicina Interna dell'Università di Napoli, esperto per lo studio dell'epatite virale all'interno dell'Organizzazione mondiale della sanità, responsabile per lo studio del colera durante l'epidemia che colpì Napoli nel 1973. Fu autore di centinaia di pubblicazioni scientifiche 
.
Fu anche un grande filantropo: lasciò 125 milioni di lire all'Università di Chieti per borse di studio  e quasi tutti i suoi averi all'Abbazia di Montecassino, ai poveri e al Comune di Fara Filiorum Petri .

## Onorificenze
Il 24 maggio 1968 fu insignito della Medaglia d'oro al merito della sanità pubblica dal Presidente della Repubblica Giuseppe Saragat
.
Il 9 giugno 1976 fu insignito della Medaglia d'oro ai benemeriti della scuola della cultura e dell'arte dal Presidente della Repubblica Giovanni Leone
.
Presso l'Università di Napoli Federico II gli è stata intitolata la Biblioteca del Dipartimento di medicina clinica e sperimentale della Facoltà di medicina e chirurgia .
A Fara Filiorum Petri gli è stata intitolata la Biblioteca comunale
.